# Michel Allard
Pour les articles homonymes, voir Allard.
Michel Allard est un géographe, chercheur et professeur québécois né en 1949. Il s'est distingué par ses travaux en milieu nordique.

## Honneurs
- 2020 - Professeur émérite de l'Université Laval[1]
- 2019 - Prix Hugh M. French de l'Association canadienne du pergélisol[2]
- 2017 - Weston Family Prize - The W. Garfield Foundation[3]
- 2015 - Médaille polaire de la Gouverneure générale du Canada[4]
- 2006 - Prix de la recherche scientifique sur le Nord du Gouvernement du Canada[5]